# Demar

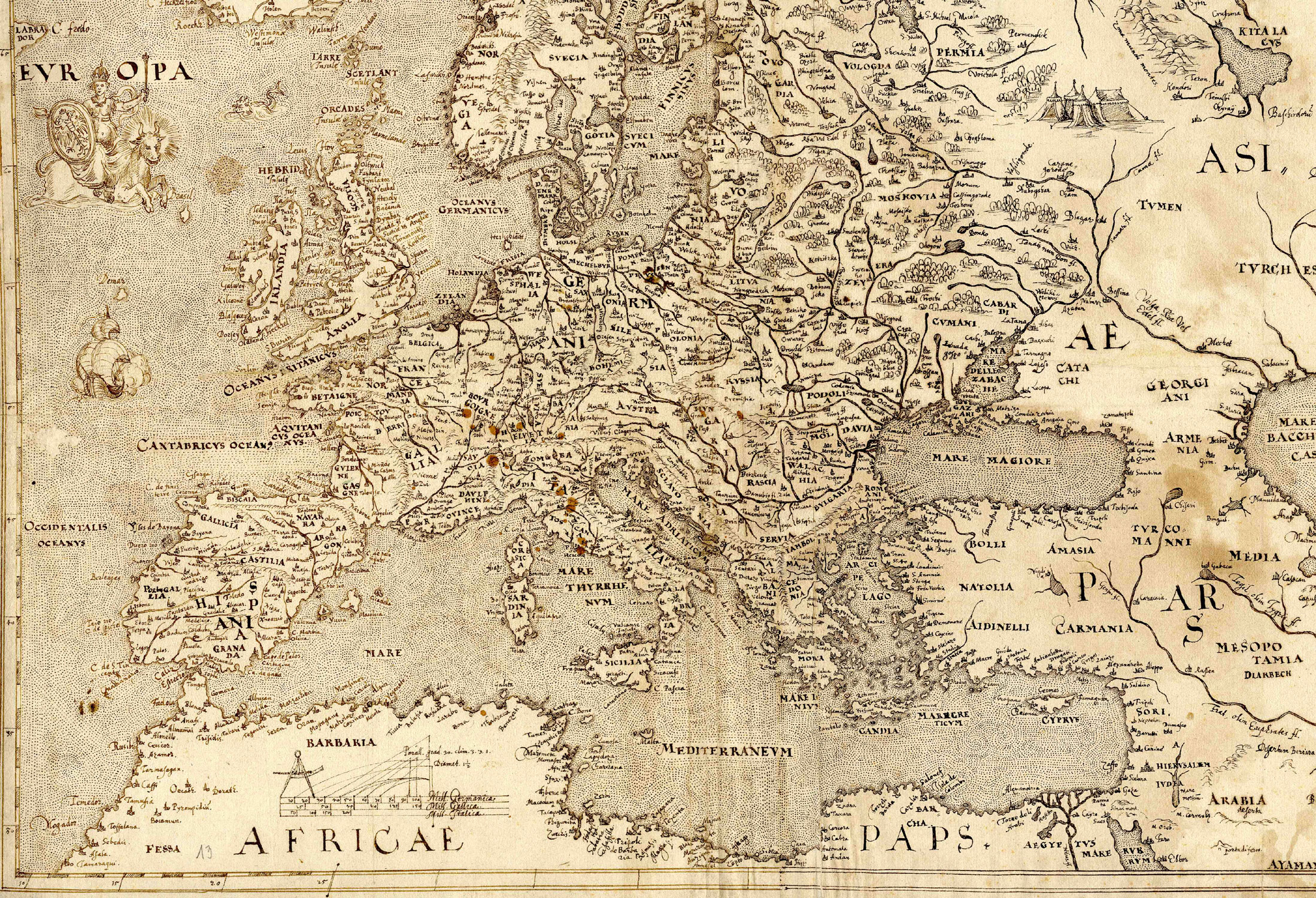
Demar op een kaart van Europa, circa 1570 (auteur onbekend)

Demar is een spookeiland dat een paar honderd kilometer ten westen van Ierland zou hebben gelegen, ten zuiden van het eiland (Hy) Brasil, dat eveneens een spookeiland is gebleken. Het eiland is ingetekend op verschillende kaarten uit de late 16e eeuw en de vroege 17e eeuw. Op andere kaarten wordt Brasil ongeveer op deze plaats ingetekend, wat erop duidt dat alle informatie over deze eilanden zeer speculatief was.

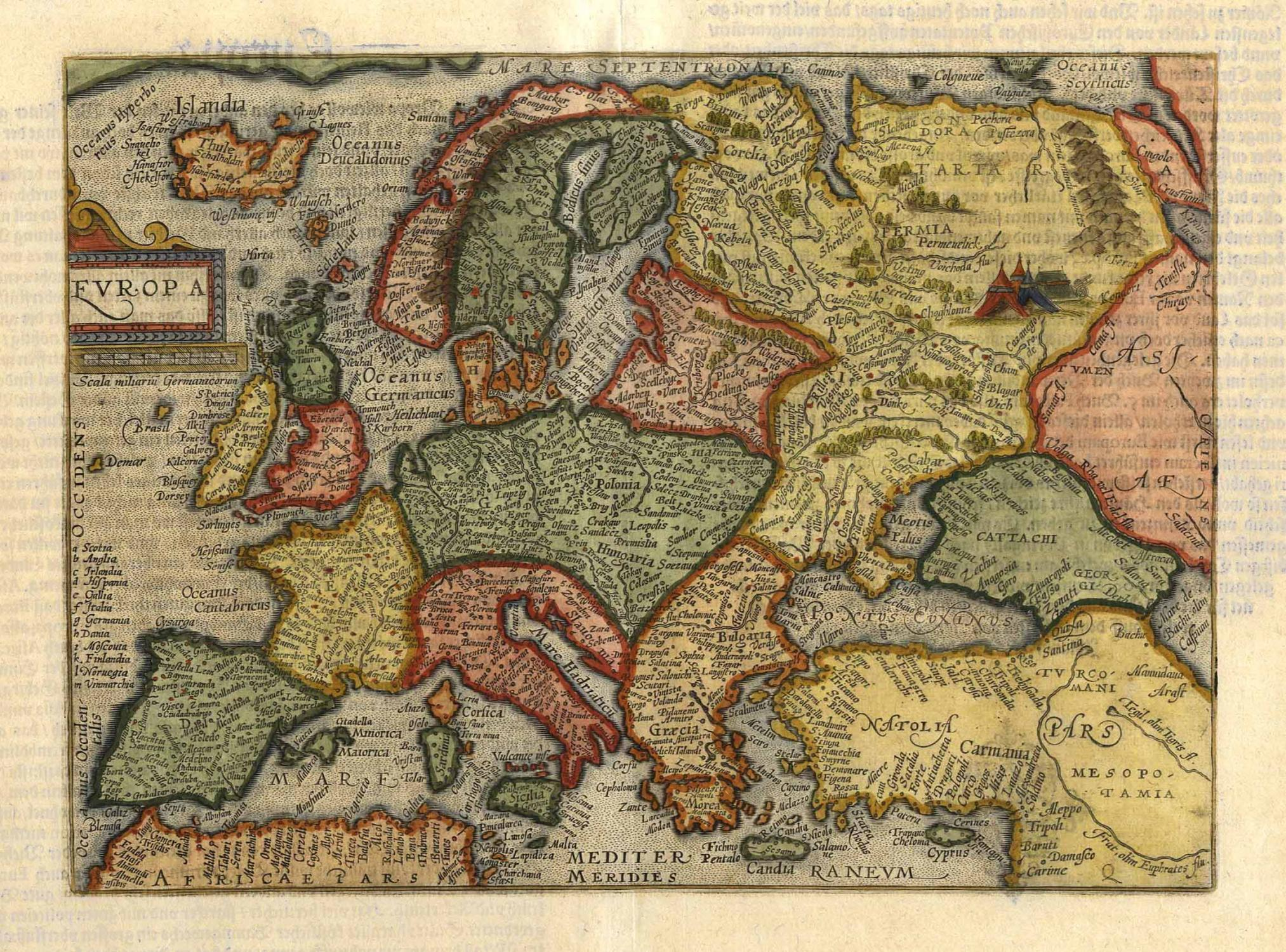
Demar op een kaart uit 1600 van Matthias Quad

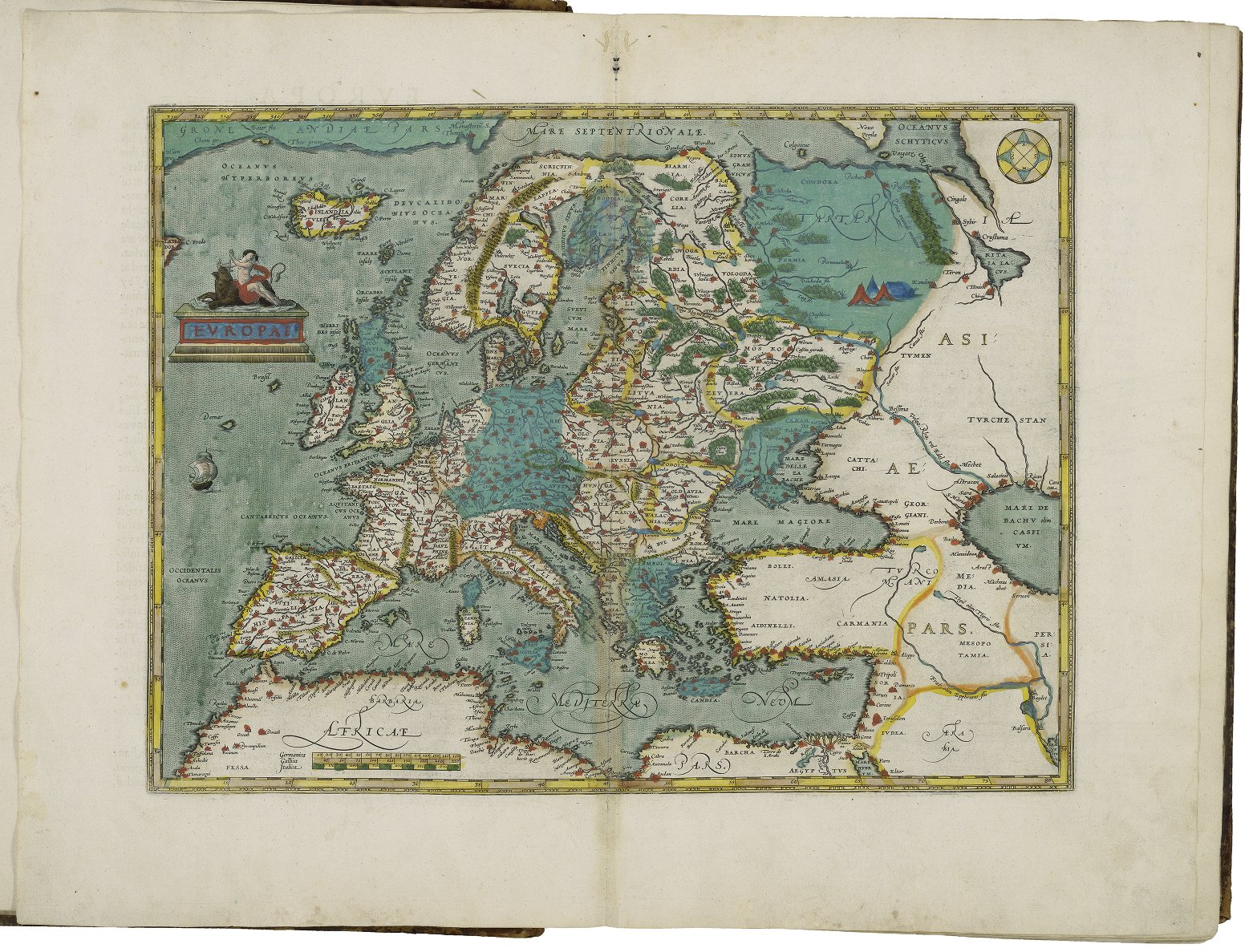
Demar op een kaart van Europa uit 1606 van Abraham Ortelius

Over Demar, en wie het eiland 'ontdekt' zou hebben is verder niets bekend.
Op sommige kaarten uit de 17e eeuw wordt ongeveer op dezelfde plek een eiland ingetekend met de naam 'Flandria insula'. Dat eiland wordt overigens op andere kaarten weer ten westen van Portugal getekend.

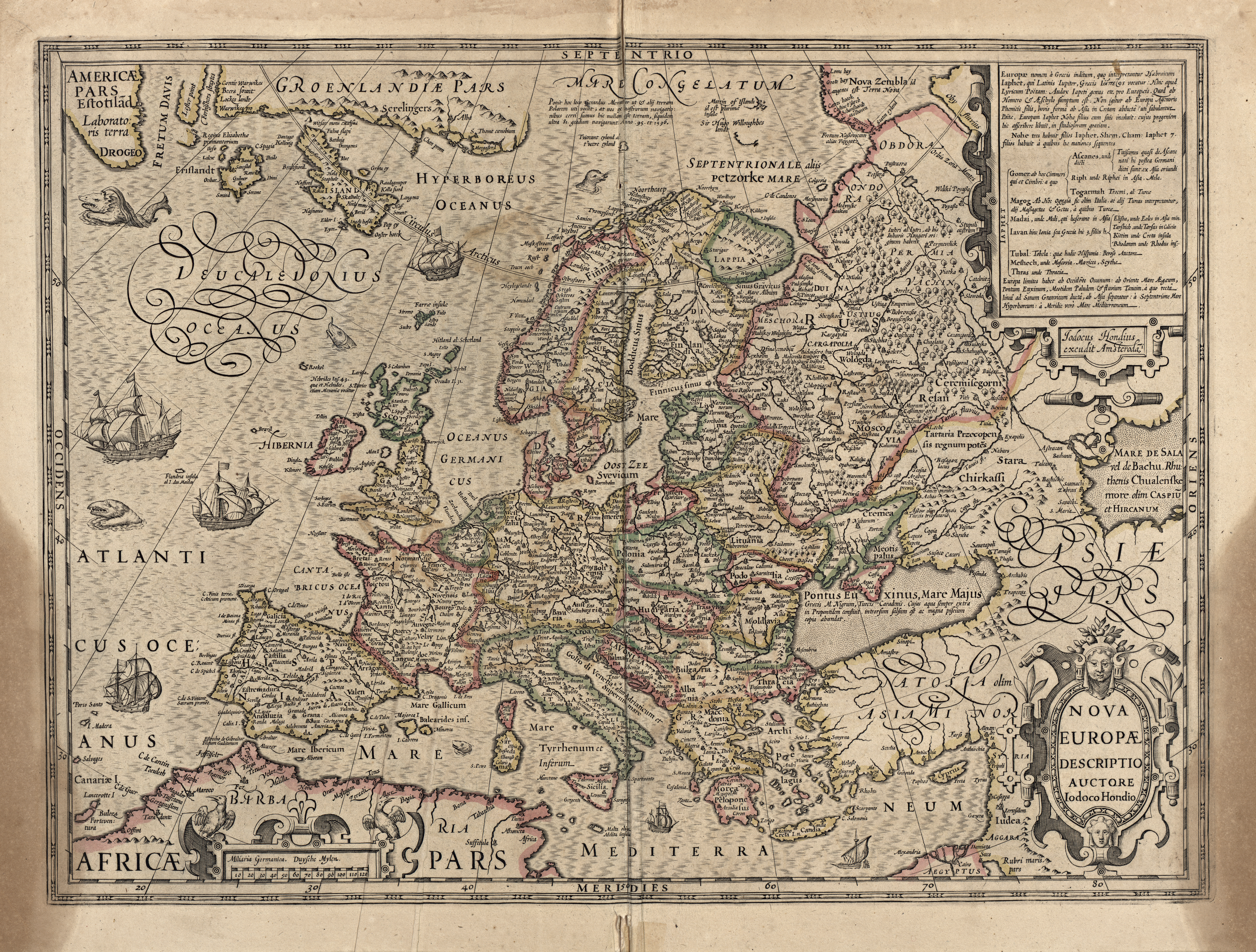
Kaart van Jodocus Hondius uit 1623 waarop het spookeiland 'Flandria' staat ingetekend, evenals Brazil en het wel bestaande Rookol (Rockall).